# Air Malta
Air Malta (im Corporate Design auch airmalta) mit Sitz in Luqa und Basis auf dem Flughafen Malta, war bis zum 31. März 2024 die nationale Fluggesellschaft Maltas. Aufgrund fortwährender Verluste des Flag-Carriers stellte die maltesische Regierung den Flugbetrieb ein und gründete die KM Malta Airlines, die den Flugbetrieb unmittelbar weiterführte, jedoch ohne die Rechtsnachfolge anzutreten.

## Geschichte

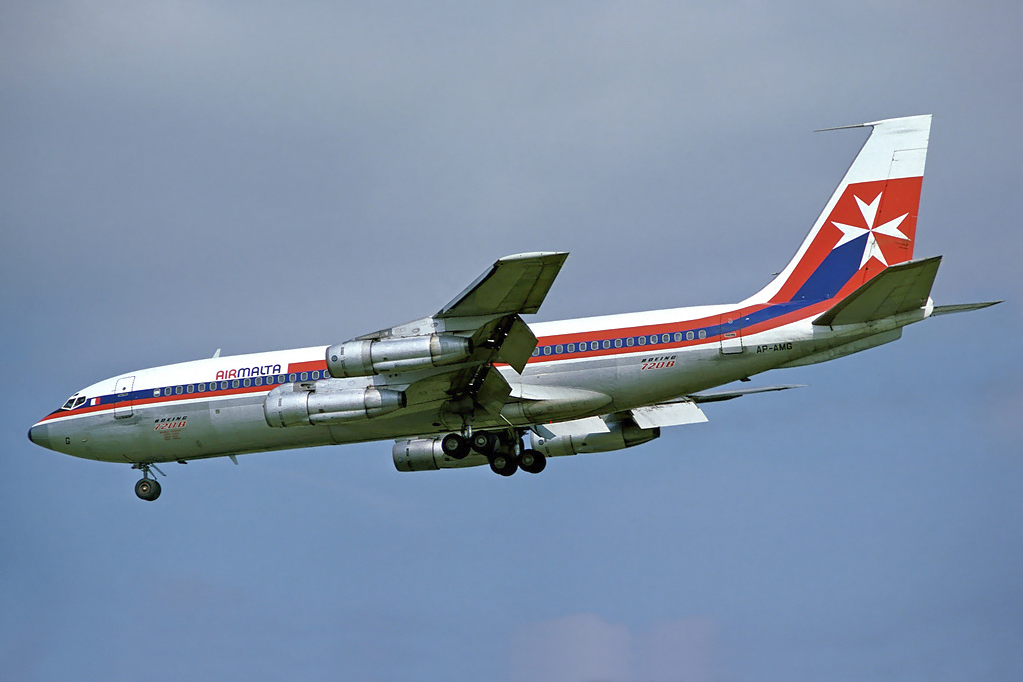
Boeing 720B der Air Malta im Jahr 1978

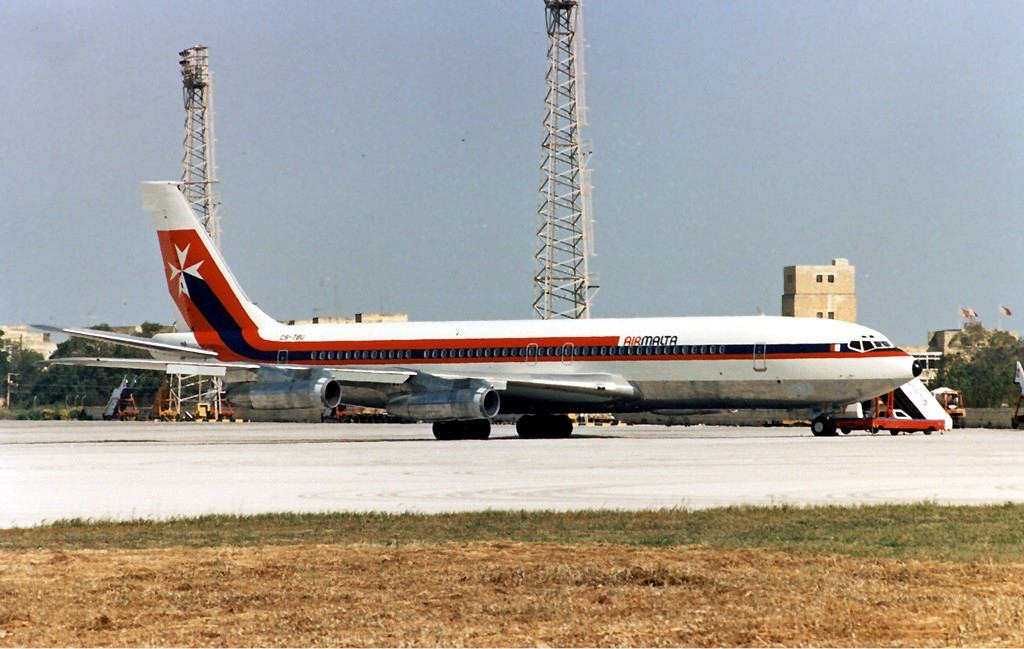
Boeing 707 der Air Malta

Air Malta wurde 1973 nach einem Beschluss des maltesischen Parlaments gegründet und nahm im April 1974 den Flugbetrieb auf. In den ersten Jahren prägten Boeing 720B die Flotte.
Von den frühen 1990er Jahren bis Herbst 2004 operierte eine Tochtergesellschaft namens Malta Air Charter, zeitweise auch als Gozo Wings bekannt, mit mehreren im Wet-Lease betriebenen Mil Mi-8-Hubschraubern einen Shuttle-Dienst zur Nachbarinsel Gozo. Air Malta war zudem an Medavia beteiligt, die mit Turboprop-Maschinen überwiegend innerhalb Libyens zur Unterstützung der Ölindustrie tätig ist.
Seit dem Winterflugplan 2006/2007 war Air Malta Codeshare-Partner der Lufthansa, mit der auch eine gemeinsame Wartungsbasis auf dem Flughafen Malta betrieben wurde.
Im Juli 2012 genehmigte die Europäische Kommission ein staatliches Hilfspaket für Air Malta in Höhe von 130 Millionen Euro. Im selben Monat stellte Air Malta ihr neues Corporate Design vor, das auch ein vollständig neues Farbschema der Flugzeuge sowie ein neues Logo beinhaltet. Im Rahmen ihrer Restrukturierung verkaufte Air Malta im September 2012 ihren britischen Reiseveranstalter „Holiday Malta“ an ein maltesisches Unternehmen.
Im April 2016 gab Alitalia die Absicht bekannt, 49 % der Anteile an Air Malta zu kaufen. Diese Absichtserklärung wurde im Januar 2017 zurückgezogen.
Im Juni 2018 übernahm Air Malta ihren ersten A320neo und hatte geplant, weitere A320neo und zwei A321XLR zu leasen, wobei die A320neo, zumindest teilweise, die A320-200 ersetzen sollten.
Im Oktober 2023 wurde die Einstellung des Flugbetriebes zum 31. März 2024 bekannt gegeben, nachdem die Europäische Kommission Anträge der maltesischen Regierung auf erneute und fortgesetzte Staatshilfen in Millionenhöhe definitiv abgelehnt hatte. Die maltesische Regierung gründete unmittelbar danach als Flag-Carrier-Nachfolger die KM Malta Airlines, jedoch nicht als Rechtsnachfolger der Air Malta.

## Flugziele

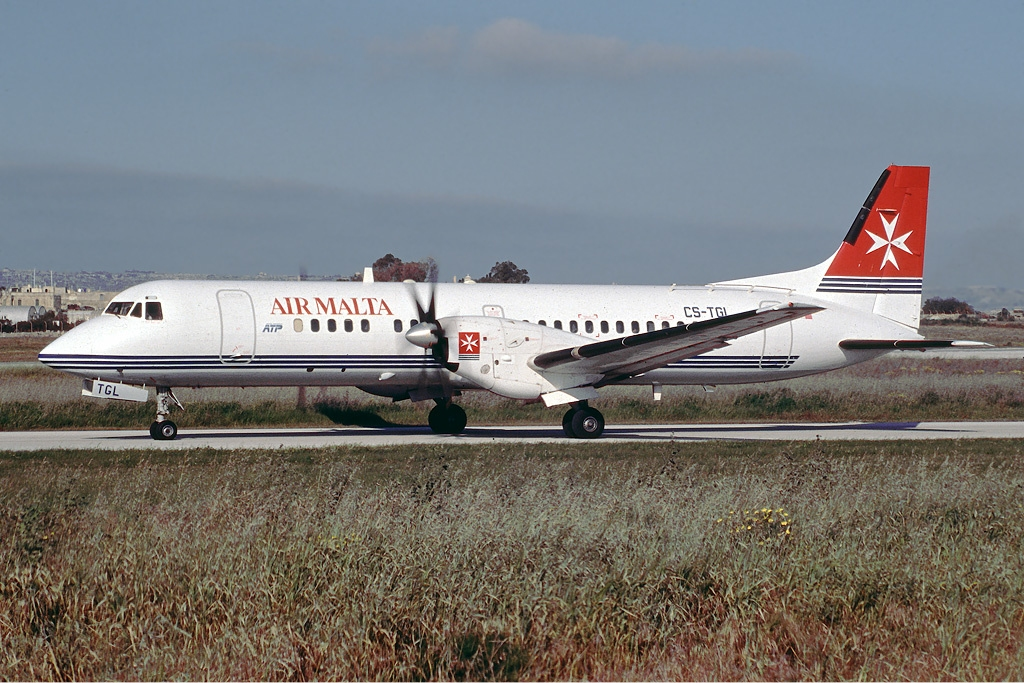
BAe ATP der Air Malta im Jahr 1994

Air Malta bot vom Flughafen Malta aus, wichtige europäische Städteziele sowie Abu Dhabi in den Vereinigten Arabischen Emiraten an. Zudem hat Air Malta auch Charterflüge angeboten.
Im deutschsprachigen Raum wurden Berlin Brandenburg, Düsseldorf, Frankfurt, Hannover, Hamburg, Leipzig/Halle, München und Stuttgart  in Deutschland, Wien in Österreich sowie Genf und Zürich in der Schweiz angeflogen.
Codesharing
Air Malta unterhielt ein Codeshare-Abkommen mit Aeroflot, Austrian Airlines, Brussels Airlines, Czech Airlines, Emirates, Etihad Airways, ITA Airways, KLM, Lufthansa, Ryanair, Meridiana, Swiss und Turkish Airlines.

## Flotte

### Flotte bei Betriebseinstellung
Zur Betriebseinstellung im Frühjahr 2024 bestand die aktive Flotte der Air Malta aus acht Flugzeugen.
| Flugzeugtyp     | Anzahl | bestellt | Anmerkungen  | Sitzplätze | Durchschnittsalter (Mai 2023) |
| --------------- | ------ | -------- | ------------ | ---------- | ----------------------------- |
| Airbus A320-200 | 3      |          | zwei inaktiv | 180        | 14,6 Jahre                    |
| Airbus A320neo  | 5      |          |              | 180        | 3,1 Jahre                     |
| Gesamt          | 8      | -        |              |            | 7,4 Jahre                     |

### Sonderbemalungen
| Flugzeugtyp     | Luftfahrzeugkennzeichen | Bemalung                                      | Zeitraum              | Bild |
| --------------- | ----------------------- | --------------------------------------------- | --------------------- | ---- |
| Airbus A320-200 | 9H-AEO                  | "Valletta - European Capital of Culture 2018" | März 2012 - Juli 2022 |      |
| Airbus A320-200 | 9H-AEI                  | "Retro"-Bemalung von 1974                     | April 2014 - Mai 2020 |      |

### Zuvor eingesetzte Flugzeuge

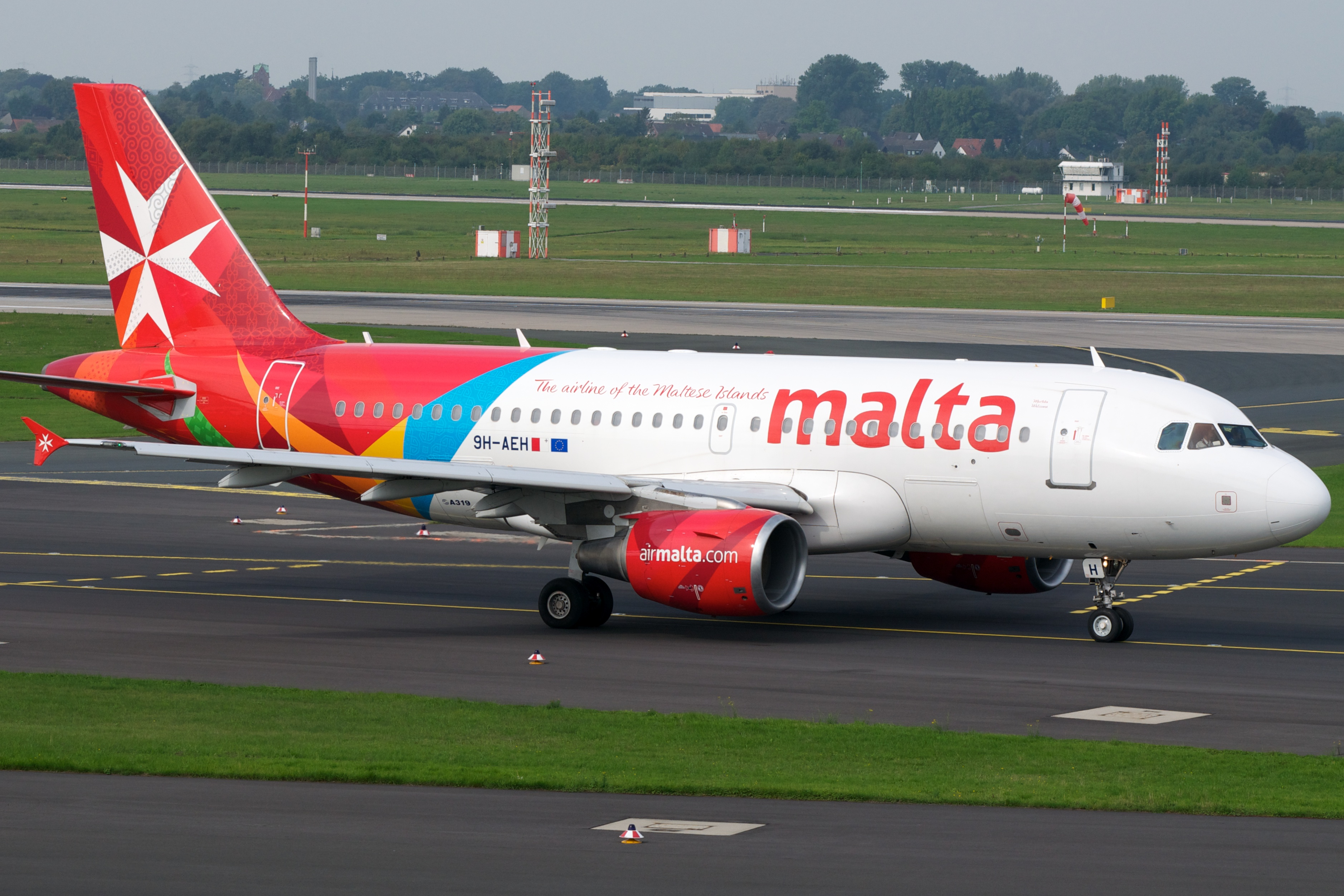
Airbus A319-100 der Air Malta im Jahr 2013

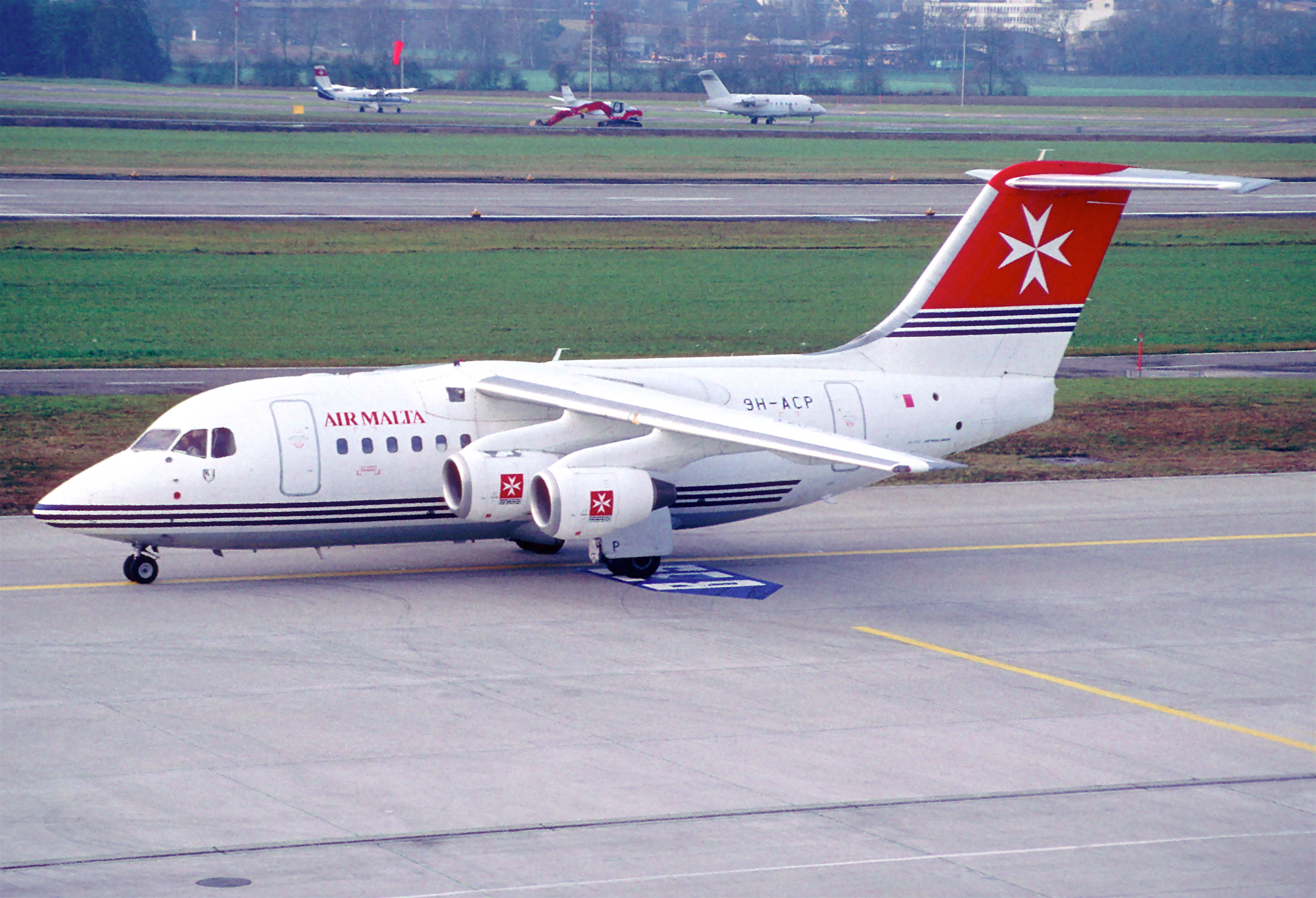
Avro RJ70 der Air Malta im Jahr 1997

Im Laufe ihres Bestehens setzte Air Malta unter anderem folgende Flugzeugtypen ein:
- Airbus A319-100
- Airbus A310-200
- Avro RJ70
- BAC 1-11
- BAe ATP
- Boeing 707-300C/720B
- Boeing 727-100/200
- Boeing 737-200/300/400/500/700
- Convair CV-880
- Douglas DC-9-32
- McDonnell Douglas MD-90

## Zwischenfälle
Von 1974 bis zur Betriebseinstellung 2024 kam es bei Air Malta zu einem relevanten Zwischenfall:
- Am 13. Oktober 1981 explodierten zwei von drei Bomben in einer Boeing 737-200 (Luftfahrzeugkennzeichen PH-TVC) am Flughafen Kairo-International, dabei wurden vier Personen des Bodenpersonals verletzt. Das beschädigte Flugzeug wurde repariert.[16]